# Leopold Fetz
Leopold Fetz (* 15. November 1915 in Reuthe im Bregenzerwald; † 21. Mai 2012 in Bregenz) war ein österreichischer Maler, Illustrator und Grafiker.

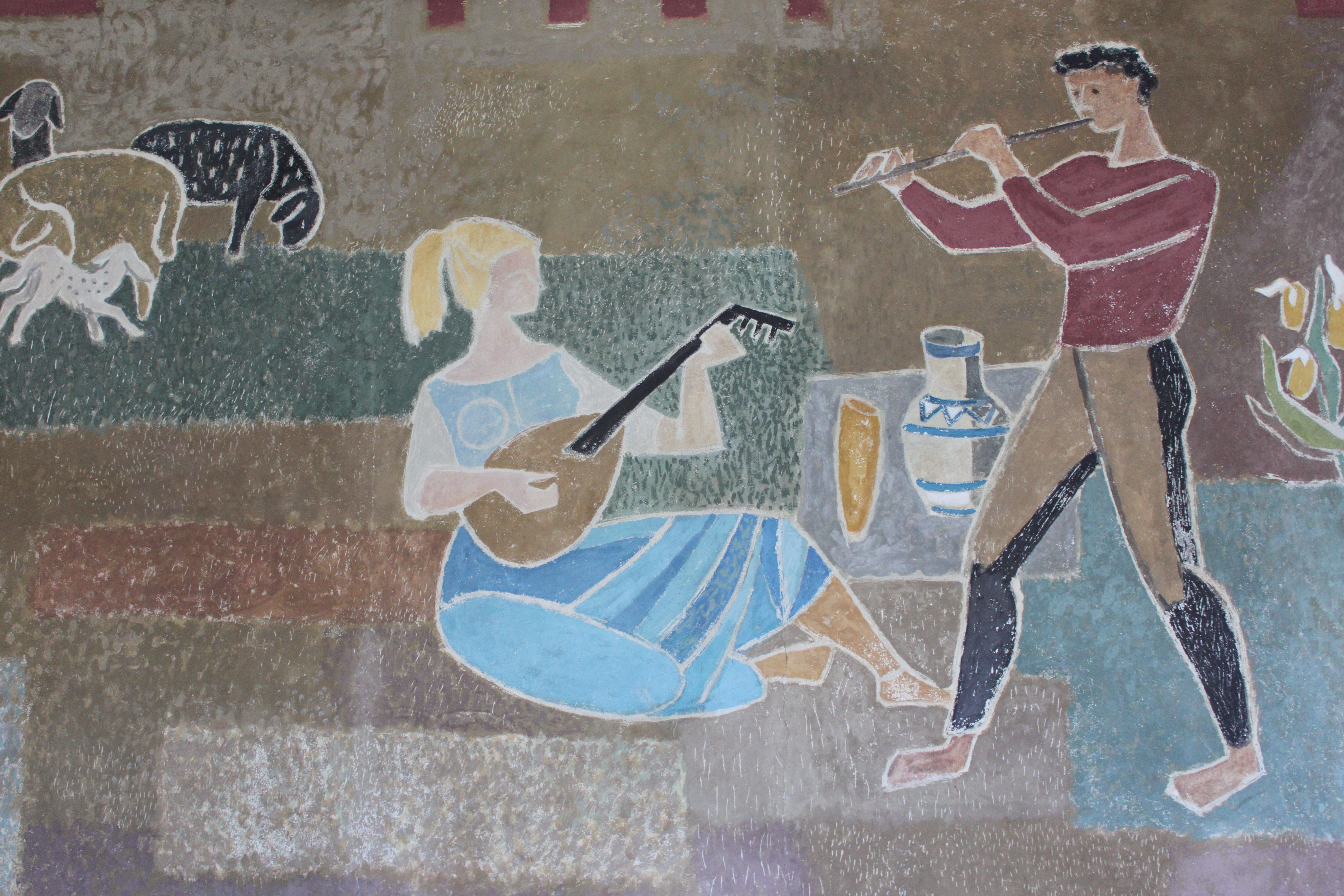
Fresko (Ausschnitt) in der Bergstation der Karrenseilbahn in Dornbirn

## Leben
Leopold Fetz machte von 1931 bis 1934 eine Lehre beim Maler Toni Kirchmayr in Innsbruck. Er bestand die Aufnahmeprüfung an der Münchner Akademie und studierte bei Bernhard Bleeker, brach aber das Studium im ersten Jahr ab. Von 1940 bis 1941 studierte er an der Westenrieder Malerschule in München bei Gruber. Ab 1941 leistete er Militärdienst und kehrte 1946 aus englischer Kriegsgefangenschaft nach Vorarlberg zurück und lebte in Schwarzenberg und Reuthe. Er zog 1954 nach in Bregenz und unterrichtete bis 1980 als Fachlehrer und Kunsterzieher an mehreren Schulen.
Bekannt wurde Fetz unter anderem durch seine Kinderportraits, Fresken und Holzschnitte.

## Auszeichnungen
- Fetz erhielt 1943 den Graphikerpreis in Innsbruck.
- 1952 wurde ihm der Förderungspreis des Bundesministeriums für Unterricht verliehen und er erhielt ein Stipendium des Institut Francais d’Innsbruck.
- 1980 gab es für Fetz die Ehrengabe für Kunst und Wissenschaft des Landes Vorarlberg.

## Werke
- 1955 Wandbilder in der Volksschule Hörbranz
- 1963 Wandgestaltung im Foyer des Gymnasiums Bludenz
- Fresko im Restaurant auf dem Karren bei Dornbirn
- 1976 Zwei Glasfenster Gleichnis der Kirche Christi, Maria als Himmelskönigin in der Pfarrkirche Mariahilf in Bregenz
- 1980 Zwei Glasfenster mit Abstrakter Malerei in der Pfarrkirche Mariahilf in Bregenz

## Publikationen
- mit Claus Pack: Bildband mit Malerei und Grafik, 600 nummerierte Exemplare, Neufeld, Lustenau 1983.
- Zeichnungen. Bildband, Redaktion von Hermann Fetz, GMG-Verl.-AG, Schaan 1995, ISBN 3-9520426-6-8.